# The List (film)
Pour les articles homonymes, voir The List.
Pour plus de détails, voir Fiche technique et Distribution.
The List (Alex & The List) est un film américain réalisé par Harris Goldberg, sorti en 2018.

## Fiche technique
- Titre original : Alex & The List
- Réalisation : Harris Goldberg
- Scénario : Kristen D'Alessio et Harris Goldberg
- Direction artistique : Johanna Jenkins
- Costumes : Dana Loats
- Photographie : David McFarland
- Montage : Richard Nord (en)
- Musique : Ryan Shore
- Production : Kristen D'Alessio
- Société de production : Goose's List
- Société de distribution : [Laquelle ?]
- Pays d'origine : États-Unis
- Langue originale : anglais
- Format : couleur
- Genre : comédie romantique
- Dates de sortie :
  - États-Unis : 4 mai 2018

## Distribution
- Karen Gillan : Lily
- Jennifer Morrison : Katherine Stern
- Patrick Fugit : Alex
- Julie Gonzalo : Lara
- Gilles Marini : Dr Antonio Rosenblatt
- Eddie Kaye Thomas : Dave
- JoBeth Williams : Mrs. Stern
- Lesley-Anne Down : Victoria
- Aaron Staton : Michael
- Bob Gunton : Mr Stern
- Michael Nouri : Rabbi Baskin
- Victoria Tennant : Barbara
- Elvy Yost : Anastasiya
- Tenille Houston : Susan
- Ryan O'Nan : Gary